# 1995 BJ
1995 BJ är en asteroid i huvudbältet som upptäcktes den 23 januari 1995 av den japanska astronomen Takao Kobayashi vid Ōizumi-observatoriet.
Asteroiden har en diameter på ungefär 8 kilometer och den tillhör asteroidgruppen Eos.